# Jean-Pierre Ginisti
Jean-Pierre Ginisti, professeur de logique à l'université Lyon III Jean Moulin, est un spécialiste français de la logique combinatoire, de la théorie formelle de la définition et de l’axiomatique.

## Ouvrages
- La logique combinatoire. Du "nouveau calcul" à la logique combinatoire, numéro spécial "Le logique", revue Kairos, Presses universitaires du Mirail, Toulouse, 1993, p. 59-97. [lire en ligne]
- La logique combinatoire, Paris, PUF, coll. « Que sais-je ? » n° 3205, 1997